# Ēriks Toms Gavars
Ēriks Toms Gavars (Dobele, 20 d'abril de 1997) és un ciclista letó, professional des del 2016. Actualment a l'equip Rietumu Banka-Riga.

## Palmarès
- 2014
  -  Campió de Letònia júnior en ruta
- 2015
  -  Campió de Letònia en júnior contrarellotge
- 2018
  -  Campió de Letònia en contrarellotge sub-23
- 2019
  -  Campió de Letònia en contrarellotge sub-23